# ТЕС Сілхет (Кумаргаон)
ТЕС Сілхет (Кумаргаон) – теплова електростанція на північному сході Бангладеш поблизу міста Сілхет, яка належить державній компанії Bangladesh Power Development Board (BPDB).
У 1986-му на майданчику станції ввели в експлуатацію одну встановлену на роботу у відкритому циклі газову турбіну Alstom потужністю 20 МВт.
На початку 2000-х анонсували плани багаторазового збільшення потужності ТЕС. Втім, лише у 2012-му тут стала до ладу газова турбіна Ansaldo з показником 150 МВт. Кілька років вона працювала у відкритому циклі, допоки в 2020-му її не доповнили котлом-утилізатором та паровою турбіною Shanghai Electric потужністю 75 МВт, що створило парогазовий блок. Паливна ефективність при цьому мала зрости з 33% до 55% (за даними звіту BPDB за 2018/2019 фінансовий рік, чиста паливна ефективність турбіни Alstom становила 25,5%, а турбіни Ansaldo – 27,9%).
У певний момент для покриття зростаючого попиту на електроенергію в Бангладеш почали широко використовувати практику оренди генеруючих потужностей – державна BPDB укладала угоди із приватними компаніями, які розміщували на майданчиках існуючих теплоелектростанцій генеруючі установки на основі двигунів внутрішнього згоряння, котрі могли бути швидко змонтовані, а в майбутньому демобілізовані. Зокрема, в 2008-му на ТЕС Сілхет стали до роботи 27 установок Caterpillar G-3520 загальною потужністю 50 МВт від компанії Hosaf Group. А в 2009-му запустили 6 установок Caterpillar G-3520 загальною потужністю 11,7 МВт (законтрактована потужність – 10 МВт) від компанії Desh Energy.
Станція розрахована на використання природного газу. Можливо відзначити, що ще на початку 1960-х на околиці міста Сілхет почалась розробка родовища Сілхет, а в 1999-му в цьому районі почало давати продукцію суттєво більше газове родовище Джалалабад.
Видача продукції відбувається по ЛЕП, розрахованим на роботу під напругою 132 кВ.